# Pedro Muñoz
Pedro Muñoz – gmina w Hiszpanii, w prowincji Ciudad Real, w Kastylii-La Mancha, o powierzchni 101,31 km². W 2011 roku gmina liczyła 8659 mieszkańców.